# Basically (film)
Basically è un cortometraggio del 2014 scritto e diretto da Ari Aster.

## Trama
Una solare giovane attrice parla dei suoi problemi mentre passeggia per la sua lussuosa villa, passando dai problemi con la madre alcolizzata a quelli sentimentali.

## Produzione
Il cortometraggio, quinto diretto da Aster, è stato prodotto da lui stesso con Ahsen Nadeem.